# Laniarius bicolor
El bubú bicolor (Laniarius bicolor) es una especie de ave paseriforme de la familia Malaconotidae propia de África Central y austral

## Distribución y hábitat
Se puede encontrar en Angola, Botsuana, Camerún, República del Congo, República Democrática del Congo, Gabón, Namibia, Zambia y Zimbabue.
Sus hábitats naturales son los manglares tropicales, la sabana, las zonas de arbustos tropicales y los pantanos.